# UNIVAC 1103
UNIVAC 1103 или ERA 1103 — один из ранних компьютеров, созданных компанией Engineering Research Associates и продававшихся компанией Remington Rand с октября 1953 года. Это был первый компьютер, в который внес свой вклад Сеймур Крэй.

## История создания
Еще до завершения компьютера Atlas (который позднее продавался как коммерческий компьютер ERA/UNIVAC 1101), ВМФ США заказали у Engineering Research Associates еще один, более мощный компьютер. Этот новый заказ получил название «Задание 29», а компьютер назвали Atlas II.
Летом 1952 года Engineering Research Associates обратилось к Управлению безопасности Вооруженных сил (предшественнику Агентства национальной безопасности) с просьбой разрешить коммерциализировать компьютер Atlas II. Разрешение было предоставлено с условием, что несколько специализированных инструкций будут удалены из коммерческой версии, получившей название ERA 1103. К тому времени компания Engineering Research Associates уже вошла в состав компании Remington Rand. Для менеджмента Remington Rand появление ERA 1103 было сюрпризом, так как никто из руководителей Remington Rand не имел уровня доступа к секретным правительственным проектам, выполнявшимся ERA.
Машина являлась прямым конкурентом компьютера IBM 701 на рынке научных вычислений. Создание машины, которая может успешно соперничать с компьютерами IBM, очень польстило самолюбию руководства Remington Rand, которая с давних пор конкурировала с IBM на рынке табуляционных машин. Так как Remington Rand выпускала все свои компьютеры под названием UNIVAC, новый компьютер получил название UNIVAC 1103.
UNIVAC 1103 был представлен на рынке в феврале 1953 года. Первая машина была продана ВВС США для использования в программе создания баллистических ракет на базе Eglin во Флориде. Весной 1953 года компьютер был представлен на компьютерной конференции в Лос-Анджелесе, после которой на него поступили заказы от компаний Convair, Boeing, Lockheed и армейского полигона White Sands Missile Range. К сожалению, завод в городе Сент-Пол, ранее бывший в составе ERA, испытывал трудности с переходом от создания специализированных компьютеров в единичном экземпляре к их массовому производству, из-за чего поставки UNIVAC 1103 шли с задержками.
В начале 1954 года комиссия Объединенного Комитета начальников штабов США потребовала провести соревнование между UNIVAC 1103 и IBM 701 с целью решить, какая машина будет использоваться для проекта численного прогноза погоды. Испытания показали, что обе машины по скорости одинаковы с небольшим преимуществом IBM 701, но UNIVAC 1103 похвалили за очень быстрые устройства ввода-вывода.

## Техническое описание
Система использовала память на электростатических трубках Уильямса. Всего трубок было 36, каждая из которых могла хранить 1024 бита данных, в сумме давая объём ОЗУ 1024 36-битных слова. Каждая из 36 трубок Уильямса была 5 дюймов в диаметре. Кроме того имелась ОЗУ на основе магнитного барабана ёмкостью 16384 слов. И электростатическая память, и память на барабане адресовались напрямую: адреса от 0 до 01777 (в восьмеричной записи) давали доступ к электростатической памяти, а адреса от 040000 до 077777 (в восьмеричной записи) — к барабану.
Числа с фиксированной запятой выражались так: 1 бит отводился под знак, а 35 битов — под значение, где отрицательные числа представлялись обратным кодом.
Для представления чисел с плавающей запятой 1 бит отводился на знак, 8 бит — на порядок и 27 бит — на мантиссу.
Инструкции состояли из 6 бит кода операции и двух 15-битных адресов значений.

## 1103A
UNIVAC 1103 был усовершенствован в версии UNIVAC 1103A или Univac Scientific и представлен на рынке в марте 1956 года. В UNIVAC 1103A ненадежная память на трубках Уильямса была заменена памятью на магнитных сердечниках, была добавлена аппаратная поддержка операций с плавающей запятой и функция аппаратного прерывания. ОЗУ UNIVAC 1103A имело максимальный объем в 12288 36-битных слов. ОЗУ делилось на банки по 4096 слов в каждом. UNIVAC 1103A конкурировал с компьютером IBM 704, который также был ламповым компьютером с памятью на магнитных сердечниках и аппаратной поддержкой операций с плавающей запятой.

## 1104
Компьютер 1104 был 30-битной версией UNIVAC 1103 построенной по заказу Westinghouse Electric в 1957 году для использования в ракетной программе BOMARC Missile Program. Однако к тому времени, как система BOMARC была развернута в 1960-х годах, для неё выбрали более современный компьютер (вариант компьютера AN/USQ-20, код G-40).